# قراقص
منطقة قراقص هي إحدى المناطق التابعة لمركز دمنهور في محافظة البحيرة في جمهورية مصر العربية. حسب إحصاءات سنة 2006، بلغ إجمالي السكان في قراقص 18877 نسمة، منهم 9487 رجل و9390 امرأة.

## التاريخ
منطقة قراقص من المناطق القديمة، واسمها الأصلي وقت الفتح الإسلامي لمصر فراقس (بالإنجليزية: Faraqes)‏، وقد وردت باسم قراقس في أعمال البحيرة ضمن قرى الروك الصلاحي التي أحصاها ابن مماتي في كتاب قوانين الدواوين، كما وردت باسم قراقش في أعمال البحيرة ضمن قرى الروك الناصري التي أحصاها ابن الجيعان في كتاب «التحفة السنية بأسماء البلاد المصرية». وفي العصر العثماني كان اسمها في تربيع سنة 933هـ/1527م الذي أجراه الوالي العثماني سليمان باشا الخادم في عصر السلطان العثماني سليمان القانوني قراقس ضمن قرى ولاية البحيرة، وفي تاريخ 1228هـ/1813م الذي عدّ قرى مصر بعد المسح الذي قام به محمد علي باشا باسم قراقص ضمن قرى مديرية البحيرة.